# Сан-Франсиску-ду-Пиауи

Сан-Франсиску-ду-Пиауи на карте штата.

Сан-Франсиску-ду-Пиауи (порт. São Francisco do Piauí) — муниципалитет в Бразилии, входит в штат Пиауи. Составная часть мезорегиона Юго-запад штата Пиауи. Входит в экономико-статистический микрорегион Флориану. Население составляет 6298 человек на 2010 год. Занимает площадь 1340,665 км². Плотность населения — 4,70 чел./км².

## Демография
Согласно сведениям, собранным в ходе переписи 2010 г. Национальным институтом географии и статистики (IBGE), население муниципалитета составляет:
| Полное население                               | Полное население                               | Полное население                               | Полное население                               | 6298  |
| ---------------------------------------------- | ---------------------------------------------- | ---------------------------------------------- | ---------------------------------------------- | ----- |
| в том числе:                                   | Городское население                            | 1983                                           | Процент городского населения, %                | 31,49 |
|                                                | Сельское население                             | 4315                                           | Процент сельского населения, %                 | 68,51 |
|                                                | Мужское население                              | 3190                                           | Процент мужского населения, %                  | 50,65 |
|                                                | Женское население                              | 3108                                           | Процент женского населения, %                  | 49,35 |
| Плотность населения, чел/км²                   | Плотность населения, чел/км²                   | Плотность населения, чел/км²                   | Плотность населения, чел/км²                   | 4,70  |
| Население муниципалитета в % к населению штата | Население муниципалитета в % к населению штата | Население муниципалитета в % к населению штата | Население муниципалитета в % к населению штата | 0,20  |

По данным оценки 2016 года, население муниципалитета составляет 6329 жителей.

## Статистика
- Валовой внутренний продукт на 2003 год составляет 8 980 609,00 реалов (данные: Бразильский институт географии и статистики).
- Валовой внутренний продукт на душу населения на 2003 год составляет 1441,97 реалов (данные: Бразильский институт географии и статистики).
- Индекс развития человеческого потенциала на 2000 год составляет 0,559 (данные: Программа развития ООН).